# Зрозуміє тільки самотній
«Зрозуміє тільки самотній» (англ. Only the Lonely) — романтична комедійна стрічка Кріса Коламбуса, яка вийшла на екрани 1991 року.

## Сюжет
Денні Малдуну майже сорок, але він досі не одружений і живе зі своєю матір'ю. Одного дня він знайомиться з Терезою, в яку закохується з першого погляду. Дівчина відповідає взаємністю. Але мати Денні занепокоєна тим, що Тереза забере її сина, це ускладнює особисте життя головного героя. До того ж на нього починають тиснути брат Патрік та колега Сел. Проте, Денні все одно освідчується Терезі.
Напередодні весільної церемонії святкування відкладають. Лише після смерті самотнього друга Денні розуміє, що не хоче закінчити свої дні на самоті. Він знаходить Терезу та просить у неї прощення.

## У ролях
| Актор          | Роль                   |
| -------------- | ---------------------- |
| Джон Кенді     | Денні Малдун           |
| Морін О'Хара   | Роуз Малдун            |
| Еллі Шиді      | Тереза Луна            |
| Ентоні Квінн   | Нік Акрополіс          |
| Джеймс Белуші  | Сел Буанарте           |
| Кевін Данн     | Патрік Малдун          |
| Маколей Калкін | Біллі Малдун           |
| Кіран Калкін   | Патрік Малдун-молодший |
| Міло О'Ши      | Дойл                   |
| Берт Ремсен    | Спартс                 |

## Створення фільму

### Виробництво
Зйомки фільму проходили в Чикаго (Іллінойс), Мічигані, США.

### Знімальна група
- Кінорежисер — Кріс Коламбус
- Сценарист — Кріс Коламбус
- Кінопродюсери — Джон Г'юз, Гант Лоурі
- Композитор — Моріс Жарр
- Кінооператор — Джуліо Макат
- Кіномонтаж — Раджа Госнелл, Пітер Тешнер
- Художник-постановник — Джон Муто
- Артдиректор — Ден Вебстер
- Художник-декоратор — Розмарі Бренденбург
- Художник по костюмах — Марі Е. Фокт
- Підбір акторів — Джанет Гіршенсон, Джейн Дженкінс[2].

## Сприйняття
Фільм отримав змішані відгуки. На сайті Rotten Tomatoes оцінка стрічки становить 62 % на основі 21 відгуку від критиків (середня оцінка 6/10) і 50 % від глядачів із середньою оцінкою 3/5 (8 381 голос). Фільму зарахований «стиглий помідор» від кінокритиків та «розсипаний попкорн» від глядачів, Internet Movie Database — 6,3/10 (8 583 голоси).